# Список несуществующих химических элементов

Ниже приведены названия ошибочно открытых химических элементов (с указанием авторов и дат открытий). Все нижеупомянутые элементы были обнаружены в результате экспериментов, поставленных более или менее объективно, но, как правило, неверно истолкованных.
Количество «лжеоткрытий» значительно превышает количество открытий реально существующих элементов. Чарльз Баскервиль, в послании американской Ассоциации содействия развитию науки (Сент-Луис, 1903) приводит более 180 подобных объявлений с 1777 года. Из них только 36 можно рассматривать как фактическое открытие новых элементов, в то время как более 130 не получили подтверждения или были отклонены по причине использования материалов недостаточной чистоты или «открытия» уже известных элементов. Остальные, по мнению Баскервиля, имеют неопределенный статус или относятся к изучению изотопов. В XX веке число ошибочных открытий значительно возросло за счёт изучения редких и радиоактивных элементов: в общей сложности насчитывается около 250 подобных случаев, что более чем вдвое превышает число химических элементов в Периодической системе.
Приведенные названия иногда повторяются или соответствуют названиям действительно открытых элементов (актиний, рутений) в результате случайных совпадений. В некоторых случаях есть основания полагать, что в изучавшихся образцах действительно содержались неизвестные на то время элементы, но их природу не удалось понять. Правильнее здесь говорить не о ложных, а о неопознанных элементах. Например, амариллий и дэвий, по-видимому, можно рассматривать в качестве возможных предшественников рения, а ниппоний — в качестве предшественника гафния.
Для удобства список разбит по категориям, внутри категорий отсортирован по алфавиту.

## Ошибочно открытые элементы при изученииколумбитов, минералов кобальта, никеля и циркония
- вестий, он же сирий (1818, Л. Вест)
- воданий (1818, В. Лампадиус)
- гномий en (1889, Г. Крюсс, Ф. Шмидт)
- дианий en (1860, Ф. Кобелль)
- идуний (1884, X. Вебский)
- ильмений (1846, Р. Германн)
- нептуний (1850, Р. Германн)
- нигрий (1869, А. Черч)
- никколан (1803, И. Рихтер)
- норвегий (1879, Т. Дааль)
- норий (1845, А. Сванберг)
- остран (1825, А. Брайтхаупт)
- пелопий en (1846, Г. Розе)
- яргоний (1869, Г. Сорби)

## Ошибочные открытия случайного характера
- австрий (1889, Б. Браунер)
- актиний (1881, Т. Фипсон)
- весбий (1879, А. Скаччи)
- доний (1836, А. Ричардсон)
- кродоний (1820, И. Тромсдорф)
- лавуазий (1877, Дж. Прат)
- метааргон (1898, В. Рамзай, М. Траверс)
- океаний (1923, А. Скотт)
- панхромий, он же эритроний (1801, А. дель Рио)
- триний (1836, Г. Боаз)
- экателлур (1889, А. Грюнвальд)
- этерий (эфирон) (1898, Ч. Браш)

## Ошибочно открытые металлы платиновой группы
- амариллий (1903, В. Курти)
- вестий (1808, А. Снядецкий)
- дэвий en (1877, С. Ф. Керн)
- жозефиний (1903, анонимный автор)
- канадий (1911, А. Френч)
- плураний и полиний (1829, Г. Озанн)
- птен (1803, Колле-Дескоти, А. де Фуркруа и Л. Воклен)
- удалий (1879, А. Гийяр)

## Ошибочно открытые редкоземельные элементы
На протяжении истории редкоземельных элементов (РЗЭ) долгое время оставалось неясным, сколько же их существует в природе. Из-за своего исключительного химического сходства РЗЭ, как правило, содержатся все вместе, в рудах и минералах. История открытия РЗЭ — это, по существу, совершенствование разделения смесей на составляющие и последовательное выделение отдельных элементов (точнее, их оксидов), растянувшиеся на полтора века (с открытия иттрия в 1794 году до выделения из продуктов распада урана прометия в 1945 году). «Это было море ошибок, и истина в нём тонула» — так образно охарактеризовал её (историю) французский химик Жорж Урбэн. Ни в какой другой области периодической системы не было столь многих открытий, оказывавшихся ложными, как в области РЗЭ: на 17 известных РЗЭ приходится не менее 100 сообщений об их «открытии».
- австрий (1886, Е. Линнеман)
- альдебараний (1885, К. А. фон Вельсбах)
- берцелий (1903, Ч. Баскервиль)
- вазий en (1862, Ж. Бар)
- вельсий (1920, Ж. Эдер)
- вестий (1818, Л. Гильберт)
- глаукодимий (1897, К. Д. Хрущов)
- дамарий (1896, К. Лауэр, П. Анч)
- демоний (1894, X. Роуленд)
- денарий (1851, К. Бергманн)
- денебий (1916, Ж. Эдер)
- деципий en (1878, М. Деляфонтен)
- дидим (1839, К. Г. Мосандер) — так и поныне называют неразделённую смесь празеодима и неодима
- дубий (1916, Ж. Эдер)
- евросамарий (1917, Ж. Эдер)
- инкогнитий и ионий (1905, У. Крукс)
- каролиний (1900, Ч. Баскервиль)
- кассиопий (1885, К. А. фон Вельсбах)
- кельтий (1911, Ж. Урбэн)
- колумбий (1879, Ж. Смит)
- космий (1896, Б. Косман)
- люций (1896, П. Баррьер)
- масрий (1892, X. Ричмонд)
- метацерий (1895, Б. Браунер)
- моний или викторий (1898, У. Крукс)
- мосандрий (1877, Ж. Смит)
- неокосмий (1896, Б. Косман)
- роджерий (1879, Ж. Смит)
- руссий (1887, П. Д. Хрущов)
- филиппий (1878, М. Деляфонтен)
- эвксений (1901, К. Хофманн, В. Прандтль)
- юноний (1811, Т. Томсон)

## Ошибочно открытые элементы №43,61,85и87
- алабамий (1931, Ф. Аллисон и др.)
- алкалиний (1926, Ф. Лоринг)
- виргиний (1930, Ф. Аллисон, Ф. Мерфи)
- гельвеций или англогельвеций (1940, В. Миндер; 1942, А. Лей-Смит)
- дакин (1937, Р. де Сепаре)
- иллиний (1926, Д. Харрис и др.)
- лептин (1943, К. Мартин)
- мазурий (1925, В. Ноддак, И. Такке, О. Берг)
- молдавий (1937, X. Хулубей)
- ниппоний (1908, М. Огава)
- руссий (1925, Д. К. Добросердов)
- циклоний (1941, Г. Лоу и др.)
- флоренций (1926, Л. Ролла, Л. Фернандес)

## Ошибочно открытые трансурановые элементы
- аузоний (аусоний) (1934, Э. Ферми и др.)
- богемий (1934, О. Коблик)
- гесперий (1934, Э. Ферми и др.)
- секваний (1939, X. Хулубей)
- сергений (1970, В. В. Чердынцев и др.)
- унунгексий, унбиквадий, унбигексий, унбисептий (1976, Р. Джентри и др.)
- гиорсий (1999, Национальная лаборатория имени Лоуренса в Беркли)
- унбибий (2008, А. Маринов и др.)

## Гипотетические элементы
Приведены названия элементов, существование которых лишь предполагалось для объяснения тех или иных явлений и процессов (наличие кислорода в соляной кислоте, существование мирового эфира, строение атомов химических элементов) или констатировалось по косвенным признакам (особенности эмиссионного спектра полярных сияний, солнечной короны, звёзд и других космических объектов). К этой категории следует отнести и все, пока не открытые, трансурановые элементы (унуненний, суперактиноиды и др.).
- аврорий (1874, У. Хаггинс) — оказался неизвестной линией кислорода
- арконий (1911, Дж. У. Николсон) — выкладки, давшие атомную массу 2,9, оказались неверными
- астерий (1898, Дж. Локьер, К. Рунге и Ф. Пашен) — оказался гелием
- геокороний (1911, А. Вегенер) — оказался кислородом
- короний (1869, Ч. Янг, У. Харкнесс) — оказался высокоионизированным железом и другими элементами
- мурий (кон. XVIII в., К. Шееле, К. Бертолле, А. Лавуазье) — привёл к открытию хлора
- небулий (1874, У. Хаггинс) — оказался дважды ионизированным кислородом
- нейтроний (1926, А. фон Антропофф) — химический элемент с номером 0 не подтвердился
- ньютоний (1905, Д. И. Менделеев) — теория эфира и связанные с ней выкладки не подтвердились
- протил (1816, У. Праут; 1876, У. Крукс) — «протоматерия» Вселенной, как-то связанная с водородом. Идеи Праута частично подтвердились, привели к уточнению атомных масс, и словами «протон» и «протий» мы пользуемся и поныне. Выкладки Крукса не подтвердились.
- протофтор (1911, Дж. У. Николсон) — выкладки, давшие атомную массу 2,1, оказались неверными; возможно, наблюдался аргон или другие инертные газы